# Glass Houses
Glass Houses är ett musikalbum av Billy Joel. Albumet spelades in 1979 och släpptes i mars 1980.
På albumet riktade Joel in sig tydligt på mer rockinfluerade låtar med avskalade arrangemang. Billy Joel ville med detta visa musikkritiker som lagt honom i facket "soft rock", efter hans många balladframgångar, att han även kunde göra tyngre rock. "You May Be Right" och "It's Still Rock and Roll to Me" blev båda hitsinglar i USA, och den sistnämnda var den första att toppa Billboards singellista. Albumet toppade USA:s albumlista under sex veckors tid, och under decenniet sålde den totalt drygt 7 miljoner exemplar bara i USA.
1981 vann Joel en Grammy för Bästa manliga rockröstframträdande på Glass Houses, samtidigt som albumet i sig nominerades till priset som Årets album.

## Låtlista
(alla låtar skrivna av Billy Joel)
1. "You May Be Right"
2. "Sometimes a Fantasy"
3. "Don't Ask Me Why"
4. "It's Still Rock and Roll to Me"
5. "All for Leyna"
6. "I Don't Want to Be Alone"
7. "Sleeping With the Television On"
8. "C'Était Toi (You Were the One)"
9. "Close to the Borderline"
10. "Through the Long Night"

## Listplaceringar
| Lista (1980)   | Position              |
| -------------- | --------------------- |
| Australien     | 2 (Kent Music Report) |
| Frankrike      | 21                    |
| Island         | 1                     |
| Kanada         | 1 (RPM)               |
| Nederländerna  | 20                    |
| Norge          | 2 (VG-lista)          |
| Nya Zeeland    | 6                     |
| Storbritannien | 9 (UK Albums Chart)   |
| Sverige        | 6 (Topplistan)        |
| USA            | 1 (Billboard 200)     |
| Västtyskland   | 24                    |
| Österrike      | 4                     |